# Mircea Chiostec
Mircea Chiostec (n. 11 octombrie 1942) este un fost deputat român în legislatura 1992-1996, ales în județul Olt. În cadrul activității sale parlamentare, Mircea Chiostec a pus o singură întrebare. Mircea Chiostec a fost ales pe listele PDSR iar din noiembrie 1995 a fost un deputat neafiliat.